# Afanassi Nikolajewitsch Matjuschenko

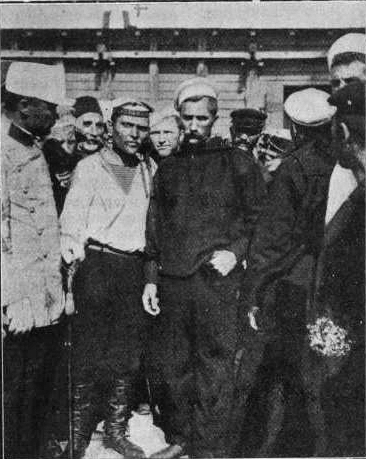
Matjuschenko (im weißen Hemd), in Constanța

Afanassi Nikolajewitsch Matjuschenko (russisch Афана́сий Никола́евич Матюшенко; ukrainisch Пана́с Микола́йович Матюшенко; * 2. Maijul. / 14. Mai 1879greg. in Derhatschi, Gouvernement Charkow, Russisches Kaiserreich; † 20. Oktoberjul. / 2. November 1907greg. in Sewastopol, Russisches Kaiserreich) war ein Unteroffizier in der Schwarzmeerflotte der Kaiserlich Russischen Marine. 1905 wurde er zum Anführer des Aufstandes auf dem Linienschiff Knjas Potjomkin Tawritscheski, der durch die Verfilmung von Sergei Eisenstein unter dem Titel Panzerkreuzer Potemkin internationale Berühmtheit erlangte.

## Leben
Matjuschenko wurde 1879 im ukrainischen Derhatschi geboren, das zu jener Zeit ein Dorf war. Er war der Sohn eines Schuhmachers, der nach einer Hungersnot 1891 zum Alkoholiker wurde. Afanassi besuchte eine kirchlich geführte Schule und war von Kindheit an mit dem Schriftsteller und Musiker Hnat Chotkewytsch befreundet. Er fand zunächst bei der Eisenbahn in Charkow, dann in Odessa auf einem Dampfer Arbeit, mit dem er bis nach Wladiwostok gelangte. 1898 wurde er Hafenarbeiter in Rostow am Don, wo er sich einem marxistischen Zirkel unter Führung des künftigen Bolschewiken Wladimir Petrow anschloss. Im März 1902 heuerte er in Nikolajew auf der Knjas Potemkin an und wurde am 1. Januar 1905 zum Quartiermeister befördert. Er trat der revolutionären Organisation der Seeleute Zentralka bei. 
Im Laufe der Revolution 1905 führte er vom 14. bis zum 25. Juni den Aufstand auf der Potemkin an, dabei war er an der Erschießung von Kapitän Golikow und Fregattenkapitän Ippolit Giliarowski beteiligt. Nach der Flucht des Schiffes ins rumänische Constanța verbrachte er die folgenden zwei Jahre im Exil, zunächst in Rumänien und der Schweiz. Nach einem achtmonatigen Aufenthalt in den USA, wo er bei Singer arbeitete, zog er weiter nach Paris, wo er sich Anarchosyndikalisten anschloss. Im Exil hatte er Kontakt mit Lenin, Christian Rakowski, Wladimir Posse, Maxim Gorki, Georgi Gapon, Boris Sawinkow und weiteren Revolutionären. Im Juni 1907 kehrte Matjuschenko unter einem falschen Namen nach Russland zurück. Er wurde in Nikolajew verhaftet, in Sewastopol vor Gericht gestellt und am 2. November 1907 gehängt.
Ein Abschnitt am Nordufer der Bucht von Sewastopol ist nach Matjuschenko benannt.